# Boulevard André-Aune
Le boulevard André Aune est une voie marseillaise située dans les 6e et 7e arrondissements de Marseille. 

## Situation et accès
Elle va du cours Pierre-Puget à la place Sancta Maria à laquelle on accède par un escalier.
C'est la voie la plus pentue de Marseille avec un dénivelé de 15%.

## Origine du nom
Elle doit son nom actuel à André Aune, l’organisateur et le chef départemental de l’armée secrète des mouvements unis de Résistance, fondateur du journal clandestin “Le Marseillais”, qui sera fusillé par la Gestapo le 18 juillet 1944 à Signes, dans le Var.
Il est étrange de noter la communauté de destin entre André Aune et un autre jeune natif du boulevard Gazzino, Antoine Diouf (né le 14 février 1910 au n° 71) qui fut lui aussi résistant et supplicié avec son camarade Albin Durand, le 1er août 1944 à Sarrians (Vaucluse), par un commando de collaborateurs français, membres du PPF et de la Gestapo.

## Historique
Elle s’appelait « boulevard Gazzino » du nom du propriétaire qui cède en 1819 les terrains pour sa réalisation. 
Le 6 octobre 1940, peu de temps après l'armistice, une grande course cycliste est organisée dans cette rue qui présente une des plus fortes rampes de Marseille, avec une pente de 14 % de moyenne sur 400 m. Ouverte aux coureurs de toute catégorie, cette épreuve est remportée par un jeune amateur de 19 ans.
Le 7 janvier 2009, après d'importantes et exceptionnelles chutes de neige sur Marseille et sa région, des jeunes ont installé au beau milieu de la rue un tremplin de neige confectionné à l'aide d'une poubelle renversée. De nombreux marseillais ont alors profité de la rareté de l’évènement en dévalant à ski les pentes de la colline de Notre-Dame-de-la-Garde jusqu'au tremplin du boulevard André Aune. De nombreux journalistes et photographes amateurs ont immortalisé l'instant et les prouesses techniques des skieurs.
Du 8 février au 13 février 2012 un important dysfonctionnement électrique  (coupure du courant) a touché  les deux tiers inférieurs  du boulevard. Une solution provisoire a été apportée, se traduisant par la mise en place de gros câbles noirs extérieurs encore visibles sur la façade des immeubles au mois d'aout 2013.